# Peștera
Peștera is een dorp in de regio Transsylvanië, in het Roemeense district Hunedoara. Het dorp ligt op de helling van de berg Retezat. Er is een grot bij het dorp te vinden.